# EMule Plus koizo
O koizo é uma evolução (MOD) do eMule Plus que foi criado devido às limitações de tráfego impostas por alguns ISPs portugueses.